# Писарев, Пётр Константинович
Пётр Константинович Писарев (17 декабря 1874 — 22 декабря 1967) — генерал-лейтенант Русской Императорской армии; участник Первой мировой войны и Белого движения; первопоходник; начальник сводно-гренадерской дивизии гарнизона Царицына (1919 год); комендант Севастополя (1920 год); возглавлял Союз добровольцев по противодействию немецкому оккупационному режиму.

## Биография
Православный. Из дворян Войска Донского, сын есаула Константина Ивановича Писарёва, казак станицы Иловлинской 2-го Донского округа.
Окончил станичную церковно-приходскую школу, Атаманское техническое училище, Новочеркасское казачье юнкерское училище. Выпущен подхорунжим 22 августа 1898 года в Донской 5-й казачий полк. 7 апреля 1899 года произведён в хорунжие, 15 апреля 1903 — в сотники. С 1 декабря 1906 года — полковой казначей в том же полку (до 30.07.1914 состоял в комплекте Донских казачьих полков); с 15 апреля 1907 — подъесаул. На 1910 год проходил службу в чине подъесаула в 5-м Донском казачьем полку (Лодзь). С 19 апреля 1914 года — есаул.
Участник Первой мировой войны. В составе 1-й армии генерала Ренненкампфа 20 августа 1914 года участвовал в Гумбинен-Гольданском сражении, где Русская армия нанесла поражение главным силам 8-й германской армии. В этих боях его 48-й Донской полк (и 47-й) успешно действовал в районе Альтенгаузен — Прёйсиш-Эйлау — Фридланд. Командир 2-й сотни 42-го Донского казачьего полка (с 30 июля 1914 года). Пожалован Георгиевским оружием
За то, что 8 марта 1915 года, при атаке укрепленной австрийской позиции у д. Русске, командуя сотней, обошел противника с фланга и, лично ведя сотню, ударом в шашки опрокинул его и заставил очистить участок позиции, взяв при этом в плен одного офицера и 120 нижних чинов.
С 5 мая 1916 года — войсковой старшина, с 6 августа того же года — полковник. С 1916 по январь 1918 — помощник командира того же полка по строевой части.

### Добровольческая хронология
В начале 1918 года прибыл в Новочеркасск и, будучи полковником, вступил простым рядовым в Добровольческую армию в партизанский отряд полковника Т. П. Краснянского.
Участник 1-го кубанского (Ледяного) похода: командир 1-го батальона и помощник командира партизанского полка.
В феврале — апреле 1918 года — командир партизанского Алексеевского полка.
12 ноября 1918 года за доблесть в боях был произведен в генерал-майоры. В апреле — ноябре 1918 года — командир бригады 2-й дивизии. С ноября 1918 года по февраль 1919 года — командир бригады 4-й дивизии Крымско-Азовской армии.
С 10 апреля 1919 года — начальник 2-й Донской стрелковой бригады. С 27 июня 1919 года — начальник 6-й пехотной дивизии.
С августа 1919 года — командир 1-го Кубанского корпуса и начальник гарнизона Царицына. С августа 1919 года — генерал-лейтенант.
С сентября 1919 года — командир Сводно-гренадерской дивизии и 4-го Сводного корпуса (в составе Сводно-гренадерской дивизии и Донской Атаманской бригады) Кавказской армии. С сентября 1919 года по марта 1920 года — командующий группой войск Кубанской армии. В марте-апреле 1920 года — командир Терско-Астраханской бригады в районе Туапсе.
При отступлении весной 1920 года и оставлении Новороссийска объединил отказавшиеся капитулировать Донские и Кубанской части. Дождавшись подхода кораблей из Крыма, погрузил и вывез около 15 тысяч казаков, чем спас их от уничтожения.
С начала апреля 1920 года комендант крепости и градоначальник Севастополя.

Новым комендантом был назначен генерал Писарев, хорошо мне известный по деятельности его в кавказской армии, где он командовал корпусом. При нём Севастополь сразу подтянулся,— вспоминал барон П. Н. Врангель.
Писарев жёстко наводил порядок в городе.

Мы учинили в Севастополе внезапную и поголовную мобилизацию всех беспризорных господ офицеров,— — вспоминал сподвижник Писарева генерал А. В. Туркул.
С 24 мая 1920 года — командир Сводного корпуса Русской армии генерала Врангеля.

В конце мая генерал Писарев был назначен мною командиром Сводного корпуса, в состав которого вошли Кубанская дивизия и бригада туземцев…— П. Н. Врангель.
В это же время Писарев участвовал в боях при выходе армии генерала Врангеля из Крыма в Северную Таврию. Был награждён орденом Св. Николая Чудотворца
За то, что 25 мая 1920 года, после упорного боя, лично руководя действиями войск своего корпуса, прорвал Сивашскую укрепленную позицию красных, овладел городом Геническ, станцией Ново-Алексеевка и селом Ново-Михайловка. В боях 30 и 31 мая и с 1 по 4 июня, преследуя противника и развивая одержанный успех, очистил левый берег Днепра на участке от с. Балки до Горностаевки и прекратил все попытки противника переправиться и закрепиться на южном берегу Днепра.
В июне разбил корпус Д. П. Жлобы. В августе он командовал 1-м армейским Добровольческим корпусом, заменив генерала А. П. Кутепова, ставшего командующим 1-й армией. Командовал добровольцами до последних боев на Перекопе.
После оставления Крыма по прибытии в Константинополь был снят с должности командира 1-го армейского корпуса (за упадок дисциплины у подчинённых) и, далее, направлен не в Галлиполи, а в Грецию, где был представителем Донского атамана.

### Эмиграция
В Греции, в 1920—1921 годах — представитель Донского атамана. К 1 января 1922 года — член Общества русских монархистов в Греции.
Затем жил в Югославии и Франции. Проживал он в своем небольшом имении недалеко от Парижа. Был избран председателем общества участников 1-го Кубанского похода. С 1937 года — председатель Союза Первопоходников. После трагической смерти генерала Н. Д. Неводовского в 1939 году тайно, по поручению генерала А. И. Деникина, возглавлял Союз добровольцев по противодействию немецкому оккупационному режиму. После Второй мировой войны жил в имении сына. В 1953 году, в Париже, был избран на пост Донского атамана.
Скончался 22 декабря 1967 года в городе Шелль. Похоронен на алексеевском участке кладбища Сент-Женевьев-де-Буа.

## Награды
- Георгиевское оружие (ВП 10.12.1915)
- Орден Святителя Николая Чудотворца (Приказ ВСЮР, № 167, 11 июля 1920)